# Angelika Kuras
Angelika Kuras (ur. 27 lipca 1992 w Leżajsku) – polska koszykarka występująca na pozycji silnej skrzydłowej, obecnie zawodniczka AZS Politechniki Korony Kraków, reprezentantka Polski 3x3.

## Osiągnięcia
Stan na 17 czerwca 2020, na podstawie, o ile nie zaznaczono inaczej.
Drużynowe
- Awans do najwyższej klasy rozgrywkowej – PLKK z:
  - AZS-em Uniwersytet Gdański (2019)
  - MKS MOS Konin (2013)
- Halowa mistrzyni Polski 3x3 (2018)

Reprezentacja 3x3
- Uczestniczka:
  - mistrzostw świata 3x3 (2016 – 13. miejsce)
  - FIBA Europe Cup (2018 – 13. miejsce)
  - kwalifikacji do FIBA Europe Cup (2018 – 5. miejsce)